# آدام دیواین
آدام دیواین (انگلیسی: Adam DeVine؛ زادهٔ ۷ نوامبر ۱۹۸۳) بازیگر، کمدین، خواننده، تهیه‌کننده و فیلم‌نامه‌نویس اهل ایالات متحده آمریکا است. وی از سال ۲۰۰۵ میلادی تاکنون مشغول فعالیت بوده‌است.

## فیلم‌شناسی
از فیلم‌ها یا برنامه‌های تلویزیونی که وی در آن نقش داشته‌است می‌توان به آثار زیر اشاره کرد.
- بچه‌ننه (۲۰۰۷)
- آوازخوان حرفه‌ای (۲۰۱۲)
- همسایه‌ها (۲۰۱۴)
- نقطه شکست (۲۰۱۴)
- آوازخوان حرفه‌ای ۲ (۲۰۱۵)
- کارآموز (۲۰۱۵)
- عصر یخبندان: مسیر برخورد (۲۰۱۶)
- مایک و دیو همراه عروسی می‌خواهند (۲۰۱۶)
- چرا او (۲۰۱۶)
- فیلم لگو بتمن (۲۰۱۷)
- وقتی برای اولین بار ملاقات کردیم (۲۰۱۸)
- بازی تمام شد مرد! (۲۰۱۸)
- آیا این عاشقانه نیست (2019)
- جکسی (2019)
- اردوگاه شعبده بازی (2020)

### تلویزیون
- اجتماع (۲۰۱۳)
- پرورش شکست‌خورده (۲۰۱۳)
- کمدی بنگ! بنگ! (۲۰۱۳)
- خانواده امروزی (۲۰۱۸–۲۰۱۳)
- بابای آمریکایی! (۲۰۱۴)
- جمستون‌های نیکوکار (۲۰۱۹–اکنون)